# Barbara Ocicka
Barbara Ocicka – polska naukowiec, doktor habilitowany nauk społecznych.

## Życiorys
W 2006 r. ukończyła studia zarządzania marketingowo-logistycznego w Szkole Głównej Handlowej w Warszawie, w 2011 r. obroniła pracę doktorską pt. Zmiany w łańcuchach dostaw w świetle rozwoju zaopatrzenia z rynków niskokosztowych, której promotorem był dr hab. Krzysztof Rutkowski, w 2020 r. habilitowała się na podstawie pracy zatytułowanej Rola zakupów w działalności przedsiębiorstw.
Została zatrudniona na Uniwersytecie Łódzkim i w Szkole Głównej Handlowej w Warszawie, oraz należy do Rady Dyscypliny Naukowej – Nauk o Zarządzaniu i Jakości Szkoły Głównej Handlowej w Warszawie.